# Liste der Biografien/Blar
Liste der Biografien |
Portal Biografien |
Personensuche
# |
A |
B |
C |
D |
E |
F |
G |
H |
I |
J |
K |
L |
M |
N |
O |
P |
Q |
R |
S |
T |
U |
V |
W |
X |
Y |
Z |
?
 
Ba |
Be |
Bd |
Bg |
Bh |
Bi |
Bj |
Bl |
Bm |
Bn |
Bo |
Br |
Bs |
Bu |
Bw |
By |
Bz
 
Bla |
Ble |
Bli |
Blj |
Blk |
Bll |
Blo |
Blu |
Bly
 
Blaa |
Blab |
Blac |
Blad |
Blae |
Blaf |
Blag |
Blah |
Blai |
Blaj |
Blak |
Blal |
Blam |
Blan |
Blaq |
Blar |
Blas |
Blat |
Blau |
Blav |
Blaw |
Blax |
Blay |
Blaz
Die Liste der Biografien führt alle Personen auf, die in der deutschsprachigen Wikipedia einen Artikel haben. Dieses ist eine Teilliste mit 23 Einträgen von Personen, deren Namen mit den Buchstaben „Blar“ beginnt.

## Blar

### Blard
- Blardone, Massimiliano (* 1979), italienischer Skirennläufer

### Blare
- Blarer von Wartensee, Diethelm (1503–1564), Abt des Klosters St. Gallen
- Blarer von Wartensee, Elisabeth (1644–1741), Oberin in Rorschach
- Blarer von Wartensee, Jakob Christoph (1542–1608), Bischof von Basel
- Blarer von Wartensee, Johann Erhard (* 1554), deutscher Abt, Fürstabt im Fürststift Kempten (1587–1594)
- Blarer von Wartensee, Johann Jakob († 1654), Fürstpropst von Ellwangen
- Blarer von Wartensee, Wolfgang Dietrich († 1595), fürstbischöflich Basler Obervogt
- Blarer, Albrecht († 1441), Bischof von Konstanz
- Blarer, Ambrosius (1492–1564), süddeutscher Theologe, Reformator und KirchenliederdichterAmbrosius Blarer (1492–1564)

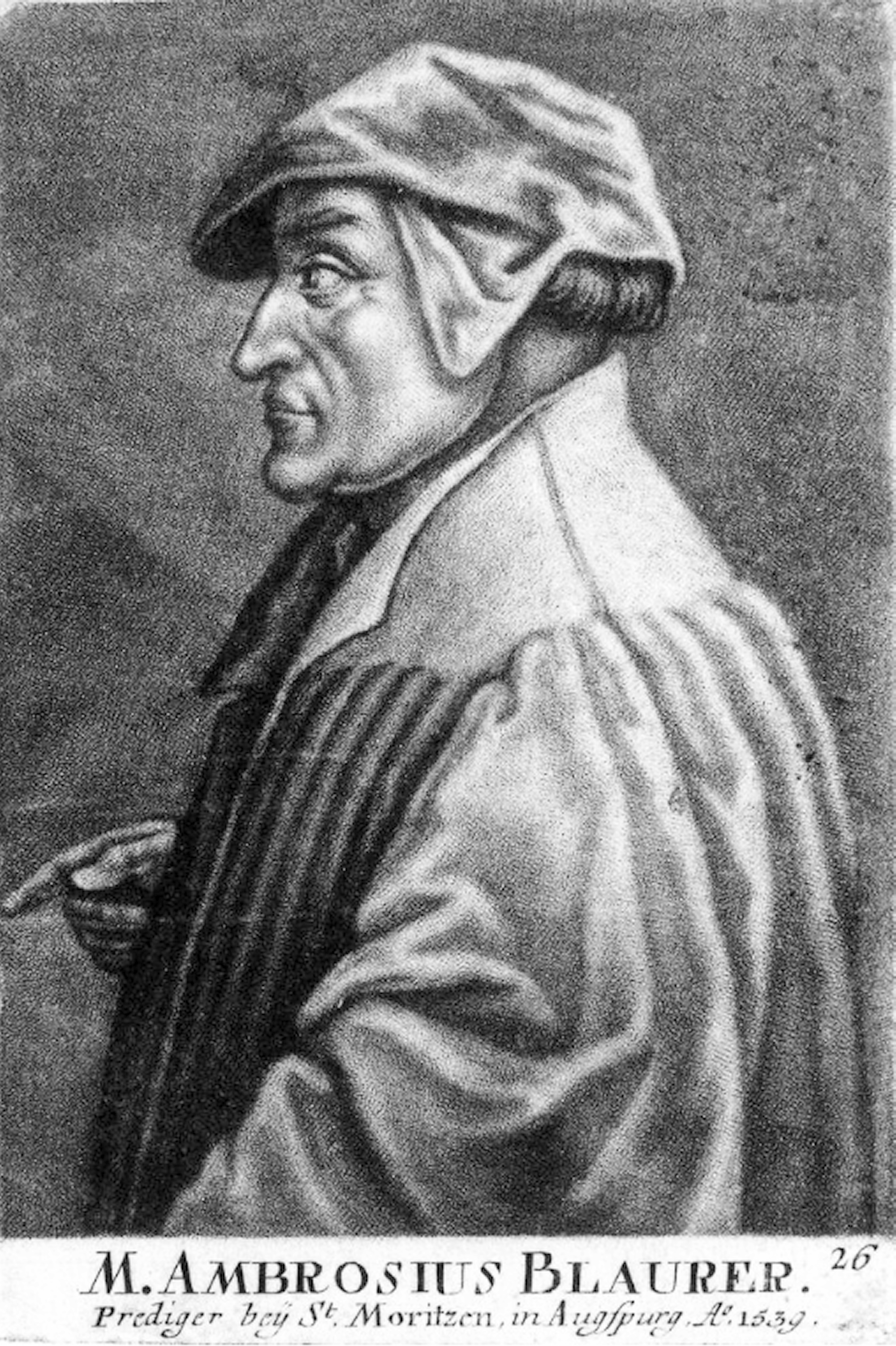
Ambrosius Blarer (1492–1564)

- Blarer, Anton von (1798–1864), Schweizer Politiker und Anwalt
- Blarer, Eglolf († 1442), Abt des Klosters St. Gallen
- Blarer, Gerwig (1495–1567), Abt von Weingarten
- Blarer, Heinrich († 1476), Konstanzer Handelsherr und Patrizier
- Blarer, Karl von (1885–1978), Schweizer Politiker (CVP)
- Blarer, Lia von (* 1992), Schweizer Schauspielerin
- Blarer, Ludwig II. († 1544), Abt von Einsiedeln
- Blarer, Margarete (1494–1541), deutsche Diakonisse und Reformerin
- Blarer, Maria Anna Gabriele von (1764–1839), Schweizer Berichterstatterin der Basler Kantonstrennung
- Blarer, Thomas (1499–1567), deutscher Kirchenliederdichter

### Blari
- Blaringhem, Louis (1878–1958), französischer Wissenschaftler und Genetiker

### Blarr
- Blarr, Elli, erste Taxifahrerin in Deutschland
- Blarr, Oskar Gottlieb (* 1934), deutscher Komponist, Organist und Kirchenmusiker
- Blarru, Pierre de (1437–1510), französischer Kanoniker